# 제이컵 라티모어
제이컵 래티모어(Jacob Latimore, 1996년 8월 10일 ~ )는 미국의 가수이자 배우이다.